# Conophorus melanoceratus
Conophorus melanoceratus är en tvåvingeart som beskrevs av Jacques-Marie-Frangile Bigot 1892. Conophorus melanoceratus ingår i släktet Conophorus och familjen svävflugor. Inga underarter finns listade i Catalogue of Life.